# B. P. Schulberg

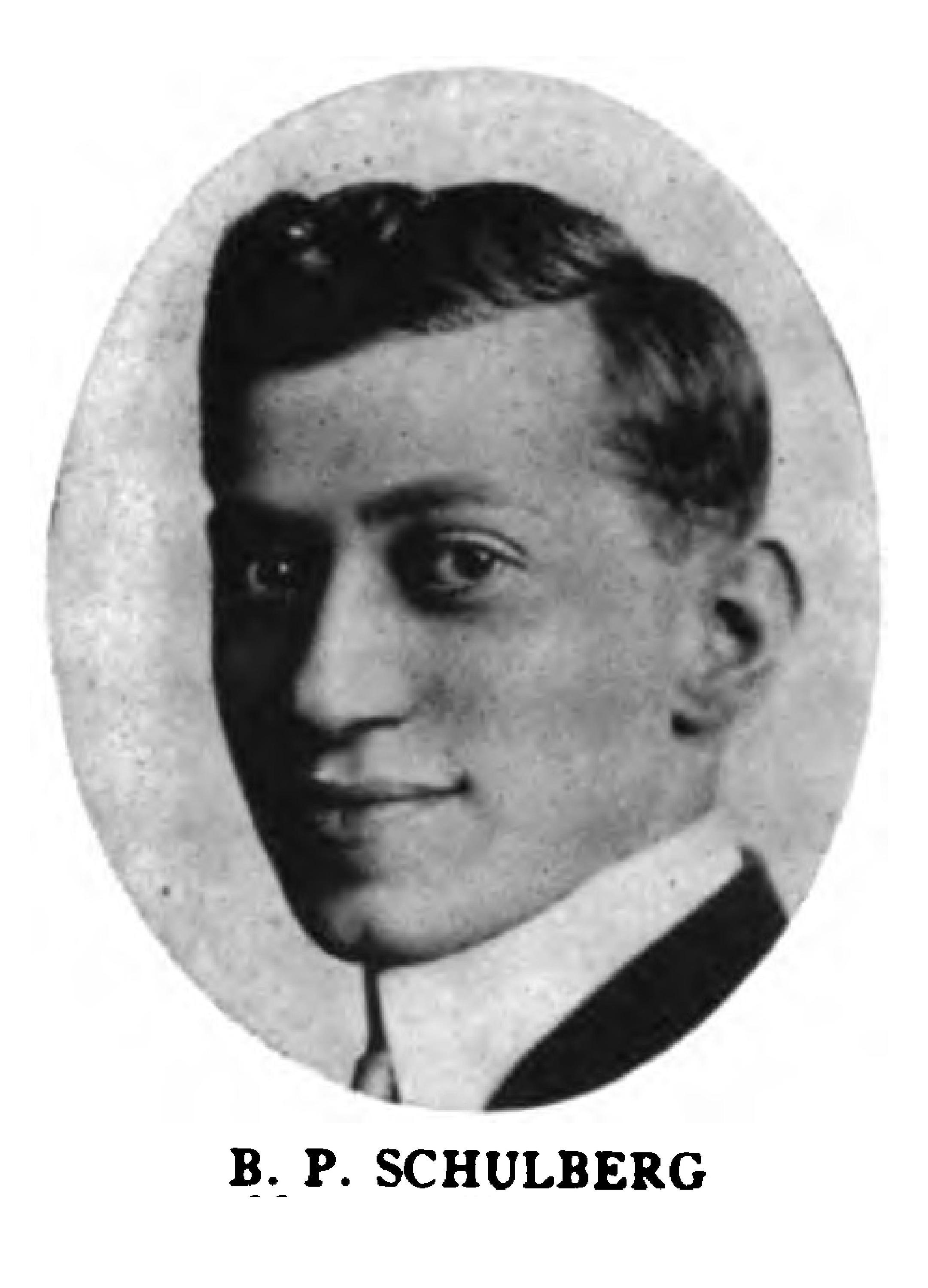
B. P. Schulberg um 1914

Benjamin Percival „B. P.“ Schulberg (* 19. Januar 1892 in Bridgeport, Connecticut; † 25. Februar 1957 in Key Biscayne, Florida) war ein US-amerikanischer Filmproduzent.

## Leben
Schulberg wurde 1892 in Bridgeport, Connecticut, geboren. Nach dem Besuch des City College in New York City, das er ohne Abschluss verließ, arbeitete Schulberg ab 1909 als Zeitungsreporter für die New York Mail. Zwei Jahre später war er Mitherausgeber von Film Reports, einem Magazin für unabhängige Produzenten und Filmverleiher. Mit 19 Jahren ging er nach Hollywood und wurde Drehbuchautor und PR-Agent bei Rex Films, einem kleinen Filmstudio, das später von Universal Pictures aufgekauft wurde. Daraufhin stieß er zu Adolph Zukors Produktionsfirma Famous Players, dem Vorläufer von Paramount Pictures, und gründete Anfang der 1920er Jahre eine eigene Firma namens B. P. Schulberg Productions, die ihre Filme über Famous Players und später über Paramount vertrieb.
Schulberg war entscheidend für den Aufstieg von Clara Bow zu einem der zugkräftigsten Stars an der Kinokasse verantwortlich. Er produzierte einige ihrer größten Erfolge, darunter die Stummfilmkomödie Das gewisse Etwas (1927) und William A. Wellmans Kriegsfilm Wings (1927), der 1929 den ersten Oscar in der Kategorie Bester Film erhielt. 1928 wurde Schulberg Chefproduzent von Paramount. In dieser Funktion verhalf er unter anderem Cary Grant, William Powell, Gary Cooper und Fredric March zu Starruhm. Ab 1931 förderte er vor allem die Bühnenschauspielerin Sylvia Sidney, der er viele Rollen gab, die ursprünglich für Clara Bow vorgesehen waren, wie etwa die weibliche Hauptrolle in Straßen der Großstadt (1931), einem Gangsterfilm mit Gary Cooper unter der Regie von Rouben Mamoulian. Im Jahr 1932 machte sich Schulberg wieder selbstständig, bevor er mit seiner eigenen B-Film-Abteilung zu Paramount zurückkehrte. Später verließ er das Studio erneut und produzierte B-Filme für Columbia Pictures wie Meet Nero Wolfe mit Edward Arnold. 1943 zog er sich aus dem Filmgeschäft zurück.
Aus seiner ersten Ehe mit Adeline Jaffe stammten seine zwei Söhne, der Produzent Stuart Schulberg und der Schriftsteller Budd Schulberg, der auch als Drehbuchautor in Hollywood tätig war. Von 1939 bis zu seinem Tod war B. P. Schulberg mit Helen McHale Keebler verheiratet. Er starb 1957 im Alter von 65 Jahren in seinem Haus in Key Biscayne, Florida. Ihm zu Ehren gibt es einen Stern auf dem Hollywood Walk of Fame (1500 Vine Street).

## Filmografie (Auswahl)
- 1925: Der elektrische Stuhl (Capital Punishment) – Regie: James P. Hogan
- 1925: The Plastic Age – Regie: Wesley Ruggles
- 1925: Parisian Love – Regie: Louis J. Gasnier
- 1926: Fünf Minuten Angst (Kid Boots) – Regie: Frank Tuttle
- 1927: Das gewisse Etwas (It) – Regie: Clarence G. Badger
- 1927: 1000 PS (Man Power) – Regie: Clarence G. Badger
- 1927: Children of Divorce – Regie: Frank Lloyd
- 1927: Stacheldraht (Barbed Wire) – Regie: Rowland V. Lee
- 1927: Wings – Regie: William A. Wellman
- 1927: Unterwelt (Underworld) – Regie: Josef von Sternberg
- 1928: Der weiße Harem (Beau Sabreur) – Regie: John S. Waters
- 1928: Das zweite Leben (Three Sinners) – Regie: Rowland V. Lee
- 1928: Sein letzter Befehl (The Last Command) – Regie: Josef von Sternberg
- 1928: Vier Herren suchen Anschluß (Red Hair) – Regie: Clarence G. Badger
- 1928: Die Dame aus Moskau (The Woman From Moscow) – Regie: Ludwig Berger
- 1928: Der König von Soho (The Street of Sin) – Regie: Mauritz Stiller
- 1928: The Greene Murder Case – Regie: Frank Tuttle
- 1929: Der Mann aus Virginia (The Virginian) – Regie: Victor Fleming
- 1929: Der Held des Tages (The Love Doctor) – Regie: Melville Brown
- 1930: Paramount-Parade (Paramount on Parade) – Regie: verschiedene
- 1932: Madame Butterfly
- 1933: Ein Stück vom Mond (Three-Cornered Moon) – Regie: Elliott Nugent
- 1933: Hotel auf dem Ozean (Luxury Liner) – Regie: Lothar Mendes
- 1934: Prinzessin für 30 Tage (Thirty-Day Princess) – Regie: Marion Gering
- 1934: Die Glückspuppe (Little Miss Marker) – Regie: Alexander Hall
- 1934: Tempel der Schönheit (Kiss and Make-Up) – Regie: Harlan Thompson
- 1935: She Couldn’t Take It – Regie: Tay Garnett
- 1935: Schuld und Sühne (Crime and Punishment) – Regie: Josef von Sternberg
- 1936: Meet Nero Wolfe – Regie: Herbert Biberman
- 1936: Wedding Present – Regie: Richard Wallace
- 1937: Wer ist Martin Mills (The Great Gambini) – Regie: Charles Vidor
- 1937: She’s No Lady – Regie: Charles Vidor
- 1937: Blossoms on Broadway – Regie: Richard Wallace
- 1940: He Stayed for Breakfast – Regie: Alexander Hall
- 1941: Bedtime Story – Regie: Alexander Hall
- 1942: The Adventures of Martin Eden – Regie: Sidney Salkow
- 1942: The Wife Takes a Flyer – Regie: Richard Wallace
- 1942: Flight Lieutenant – Regie: Sidney Salkow
- 1943: City Without Men – Regie: Sidney Salkow